# 马罗提-德拉肯斯堡公园
马罗提-德拉肯斯堡公园位于南非和莱索托两国交界处的德拉肯斯堡山脉，是联合国教科文组织确立的一项世界自然与文化复合遗产。2000年，本地区的南非部分列入世界遗产名录，登录面积242813 ha。2013年，莱索托部分也被列入世界遗产名录，登陆面积扩大至249,313 ha。

## 申报历史
2000年，在第24届世界遗产大会上，南非成功申报本地为世界遗产，登陆名称为“夸特兰巴山脉/德拉肯斯堡公园”（uKhahlamba / Drakensberg Park）。
在2013年的第37回届世界遗产大会上，莱索托的相关文化地域成功申报世界遗产，本遗产登陆面积扩大，登陆名称也改为马罗提-德拉肯斯堡公园。

## 登录对象
以下列出的是南非境内的登录地：
- 教堂峰省有林 - 32246ha
- 科巴姆国有林 - 30498ha
- 花园城堡国有林 - 30766ha
- 巨人城堡猎物禁猎区 - 34638ha
- 高沼地国有林 - 28151ha
- 坎贝格自然保护区 - 2980ha
- Loteni自然保护区 - 3984ha
- Mkhomazi国有林 - 49156ha
- 僧兜帽国有林 - 20379ha
- 纳塔尔皇家国家公园 - 8094ha
- 坚固峡谷自然保护区 - 762ha
- 伐黑例亘自然保护区 - 1159ha

## 登录基准
该世界遗产被认为满足世界遺產登錄基準中的以下基準而予以登錄：
- （i）表现人类创造力的经典之作。
- （iii）呈现有关现存或者已经消失的文化传统、文明的独特或稀有之证据。
- （vii）包含出色的自然美景与美学重要性的自然现象或地区。
- （x）拥有最重要及显著的多元性生物自然生态栖息地，包含从保育或科学的角度来看，符合普世价值的濒临绝种动物种。